# Francisco Pulgar Vidal
Francisco Bernardo Pulgar Vidal (Huánuco, 12 de marzo de 1929 - Lima, 17 de enero de 2012) fue un musicólogo y compositor peruano.

## Biografía
Inició sus estudios musicales en su juventud. Entre 1943 y 1946 tomó clases de violín con Mariano Béjar Pacheco. En 1947 empezó clases de piano con Gustavo Leguía y en 1948 estudió Teoría y Solfeo con Carlos Sánchez Málaga. Ingresó al Conservatorio Nacional de Música en 1949 para estudiar fagot. Un año más tarde egresó de la doctoral de letras de la Universidad Nacional Mayor de San Marcos, casa de estudios en donde posteriormente se graduó de abogado.
En 1957 viajó a Colombia y estudió en ese país fuga y dodecafonía con el compositor Roberto Pinedo Duque. En 1960 editó cinco libros suyos de música para enseñanza a nivel escolar, que fueron reeditados en varias oportunidades durante los siguientes 20 años.
Recogió, junto con otros, el patrimonio artístico de los compositores peruanos Andrés Sas (1900-1967) y Rodolfo Holzmann (1910-1992), caracterizándose por la integración en sus composiciones de elementos derivados de la tradición precolombina, de la colonia y las referencias a los actuales (el trabajo Paco Yunque se inspira en un cuento de César Vallejo). 
También se le conoció como arreglista de música tradicional andina peruana como algunos huaynos, tonderos y composiciones tradicionales de marinera (ambos bailes típicos del Perú).
El jueves 30 de abril de 2009 la PUCP celebró los cincuenta años de creador musical y ochenta de vida del Pulgar Vidal con el estreno de la obra coral Intensidad y altura, también con texto de Vallejo.

## Composiciones
- Poesía para arcos (1951 - Cuarteto de cuerdas)
- El jardinero (1952 - dos canciones)
- Escenas de ballet (1952 - piano)
- Cinco preludios (1951 - piano)
- Cuarteto N°1 (1953 - cuerdas)
- Tres poemas líricos para coro (1955 - coro)
- Cuarteto Nº2 (1955 - cuerdas)
- Tres movimientos obstinados (1955 - piano)
- Suite mística (1956 - orquesta de cuerdas)
- Taki Nº1, Op. 13 (1956 - piezas para piano)
- Cuaderno secreto (1956 - piano)
- Sonata (1958 - piano)
- Elegía y fábula de flor (1958 - canto y piano)
- Paco Yunque (1960 - piano)
- Taki Nº1 (1960 - orquesta)
- Tres piezas para piano (1964)
- Los jircas (1966 - coro mixto a capela)
- Detenimientos (1967 - sonata para violín y piano)
- Chulpas (1968 - sinfonía n.º 1)
- Once piezas corales (1968)
- Vallejiana (1969 - canto)
- Cantata Apu Inqa (1970 - soprano solista, recitador, coro mixto y orquesta)
- Siete suites del Perú profundo (1972 - piano)
- Sonatina chuscada (1972 - piano)
- Sonatina wallina (1972 - piano)
- Cuatro quiyayas (1972 - piano)
- Variaciones para oboe y piano (1973)
- Pases (1974 - piano con cajón opcional)
- Suite nº5 (1975 - orquesta de cuerdas)
- Bárroco criollo (1978 - sinfonía n.º 2)
- Torrejoniana (1978 - piano)
- Marinera (1979 - piano)
- Ausente - Vallejiana n.º 2 (1982 - canción)
- Vallejo (1982 - pequeña orquesta, música para TV)
- Cuarteto de cuerdas nº3 (1983)
- Suite El chibolito (1985 - piano)
- Toccata Marina (1985 - piano)
- Idilio muerto - Vallejiana n.º 3 (1986 - voz y piano)
- Canción de cuna (1986)
- Cascay (1989 - wayno sinfónico)
- 999 calorías - Tengo ahora 70 soles peruanos - Este piano viaja para adentro - Los nueve monstruos - Vallejianas nº4,5,6 y 7 (1990 - voz y piano)
- Concierto para violín y orquesta (1991)
- Concierto para piano y orquesta (1992)
- Orquestación de El cóndor pasa, de Daniel A. Robles (1994)
- Zaña (1995 - orquesta sinfónica)
- Confianza en el anteojo - Masa - Vallejianas n.º 8 y n.º 9 (1996 - coro mixto a capela)
- Modo Nasca (1997 - vientos, antaras, pututos y percusión)
- Sinfonía Nasca (1997 - orquesta sinfónica)
- Sinfonía Taki-Bach (1998 - orquesta sinfónica)
- Los Negritos de Huánuco
- Intensidad y altura (2009)